# Santo António dos Cavaleiros
Santo António dos Cavaleiros – dawna parafia (freguesia) Loures i jednocześnie miejscowość w Portugalii. W 2011 zamieszkiwało ją 25 881 mieszkańców, na obszarze 3,63 km². Od 2013 należy do parafii Santo António dos Cavaleiros e Frielas.